# Pesocinița, Montana
Pesocinița (în bulgară Песочница) este un sat în comuna Berkovița, regiunea Montana,  Bulgaria. 

## Demografie
Componența etnică a satului Pesocinița
     Bulgari (96,55%)
     Nicio identificare (3,44%)
     Altele (0%)
La recensământul din 2011, populația satului Pesocinița era de 29 locuitori. Din punct de vedere etnic, majoritatea locuitorilor (96,55%) erau bulgari. Pentru 3,44% din locuitori nu este cunoscută apartenența etnică.